# Un vivant qui passe
Pour plus de détails, voir Fiche technique et Distribution.
Un vivant qui passe est un film français de Claude Lanzmann sorti en 1997.

## Synopsis
Filmé pendant le tournage du film Shoah, il s'agit du témoignage de Maurice Rossel, délégué du Comité international de la Croix-Rouge, qui put se rendre en 1943 au camp d'extermination d'Auschwitz et en 1944 à Theresienstadt, présenté comme un camp modèle par les nazis,.

## Fiche technique
- Titre : Un vivant qui passe
- Réalisation : Claude Lanzmann
- Scénario : Claude Lanzmann
- Photographie : Dominique Chapuis et William Lubtchansky
- Montage : Sabine Mamou
- Assistant monteur : Michael Rosenfeld
- Production : Claude Lanzmann
- Société de production : La Sept-Arte, Les Films Aleph et MTM Cineteve
- Pays :  France et  Allemagne
- Genre : Documentaire
- Durée : 65 minutes
- Dates de sortie : 
  -  États-Unis : 23 juillet 1999 (Festival du film de New York)

## Distribution
- Maurice Rossel
- Claude Lanzmann

## Réception
Le film sort en France en 1997, au moment du procès de Maurice Papon. Paul Fontaines, dans Les Inrocks, salue « un film sur l’antisémitisme ordinaire, un film sur la difficulté d’être témoin de l’Histoire quand on a été victime de son propre aveuglement ».
En Suisse, le film n'est initialement pas diffusé. Une présentation en est cependant réalisée en mai 2008 à la Cinémathèque suisse ; à cette occasion, Alain Freudiger analyse l'œuvre dans le contexte de la tradition de neutralité - et peut-être d'indifférence - helvétique,.

## Adaptations au théâtre
Le film fait l'objet de plusieurs adaptations au théâtre. En 2021, Éric Didry met en scène aux Célestins à Lyon une version à deux voix avec Nicolas Bouchaud et Frédéric Noailles, tandis que Sami Frey présente une lecture au théâtre de l'Atelier à Paris,.